# هارت وود
هارت وود (بالإنجليزية: Hart Wood) هو مهندس معماري أمريكي، ولد في 26 ديسمبر 1880 في فيلادلفيا في الولايات المتحدة، وتوفي في 6 أكتوبر 1957 في هونولولو في الولايات المتحدة.